# Phyllocolpa pupureae
Phyllocolpa pupureae är en stekelart som först beskrevs av Cameron 1884.  Phyllocolpa pupureae ingår i släktet Phyllocolpa, och familjen bladsteklar. Arten är reproducerande i Sverige.